# Stara Marča
Stara Marča je naseljeno mjesto u Republici Hrvatskoj u Zagrebačkoj županiji. 

## Zemljopis
Administrativno je u sastavu općine Kloštar Ivanić. Naselje se proteže na površini od 15,20 km².

## Stanovništvo
Prema popisu stanovništva iz 2001. godine u Staroj Marči živi 151 stanovnik i to u 48 kućanstava. Gustoća naseljenosti iznosi 9,93 st./km².
| broj stanovnika | 241   | 277   | 308   | 332   | 347   | 372   | 356   | 355   | 315   | 313   | 272   | 226   | 163   | 132   | 151   | 138   | 130   |
|                 | 1857. | 1869. | 1880. | 1890. | 1900. | 1910. | 1921. | 1931. | 1948. | 1953. | 1961. | 1971. | 1981. | 1991. | 2001. | 2011. | 2021. |